# Lubena
Lubena es una localidad de Croacia en el municipio de Gradec, condado de Zagreb.

## Geografía
Se encuentra a una altitud de 121 m s. n. m. a 56,8 km de la capital nacional, Zagreb.

## Demografía
En el censo 2011, el total de población de la localidad fue de 134 habitantes.
Según estimación 2013 contaba con una población de 133 habitantes.